# 蔥嶺回鶻
蔥嶺回鶻，也被称为西回鶻，是回鹘亡国后西遷到中亚楚河一帶的回鶻族。即是日后喀喇汗国主体部落，葛邏祿人是維吾爾族的祖源之一。
迁到其它地区的回鹘族也融合了当地其他民族成为维吾尔族和裕固族（元朝称为“撒里畏吾尔”）的祖先之一。